# Федоркин, Николай Семёнович
Никола́й Семёнович Федо́ркин (род. 6 февраля 1938 года, пос. Милюты, Хиславичского р-на, Смоленская область, СССР) — советский и российский философ, специалист в области истории социально-политической мысли и политологии. Доктор философских наук (1989), профессор.

## Биография
Родился 6 февраля 1938 года в посёлке Милюты Хиславичского р-на Смоленской области.
В 1966 году окончил философский факультет МГУ имени М. В. Ломоносова. В 1970 году там же окончил аспирантуру.
В 1966—1967 годах работал старшим преподавателем кафедры марксистско-ленинской философии Куйбышевского авиационного института.
В 1970—1973 годах — доцент кафедры марксистско-ленинской философии Рязанского радиотехнического института.
В 1973—1989 годах — старший научный сотрудник, а затем доцент кафедры истории социалистических учений философского факультета МГУ (С 1990 по 2008 гг. кафедра называлась «история социально-политических учений». С 2008 года является кафедрой факультета политологии МГУ, после переформатирования философского факультета). В 1984—1988 годах по совместительству работал заместителем декана факультета по учебной работе.
В 1986 году защитил диссертацию на соискание учёной степени доктора философских наук по теме «Утопический социализм идеологов революционного народничества и современность (П. Л. Лавров, М. А. Бакунин, П. Н. Ткачёв)».
В 1988—1989 годах по совместительству работал заместителем декана философского факультета МГУ по научной работе.
С 1990 года — профессор, а с 1991 года — заведующий кафедрой политологии и социологии политических процессов социологического факультета МГУ.
В 1990—1991 годах был главным учёным секретарем Учёного совета МГУ.

## Научная деятельность
Н. С. Федоркин обосновывает новые подходы в изучении российской радикальной мысли в 70-х гг. XIX в. во время её кризиса и поворота к осмыслению возможностей марксизма.
Основой его концепции является развитие и обоснование ряда идей:
- Через анализ отношения ведущих идеологов радикального народничества к позитивизму, идеализму, дарвинизму и марксизму выявляется методологическая функция «антропологического принципа» в их мировоззрении, оказавшей большое воздействие на понимание ими идеалов социализма и путей их достижения. Таким раскрывается содержание структурирующих понятий теорий социализма российских радикалов: «научная философия», «научная социология», «научный социализм», «рабочий социализм», «социалистическая революция», «революционная партия», «переходный период», «интеллигенция» и сопоставление с понятиями марксистской теории социализма.
- Переход русских социалистов на позиции марксизма был связан не с эволюционными процессами внутри старых теорий народничества, а с качественным скачком в развитии освободительного движения и социалистической мысли, возникшего под воздействием плодов революционной практики народников 1870-х годов, объективно ускорявшей процесс выявления теоретической и методологической несостоятельности теорий русского «крестьянского социализма» XIX века.
- На путях поиска «научной философии», «правильной революционной теории» ведущие идеологи радикального народничества (П. Л. Лавров, П. Н. Ткачёв, М. А. Бакунин, П. А. Кропоткин) частично образовали предметное поле новой отрасли обществознания — политические науки, внеся определённый вклад в разработку теории политических партий и политических элит, проблем политической и социальной психологии, отчасти опережая в этих разработках представителей западной политической социологии.
- Идеологии народнического типа освободившихся стран, ставших в 1970-е годы особой областью интересов советских обществоведов, имеют больше существенных различий, чем сходных черт с российской революционно-демократической идеологией XIX века.

## Научные труды

### Монографии
- Федоркин Н. С. Утопический социализм идеологов революционного народничества. — М., 1984;
- Федоркин Н. С. История русского утопического социализма XIX века. — М., 1985 (Главы: В. Г. Белинский. У истоков утопического социализма в России; Теория утопического социализма П. Л. Лаврова; Утопический социализм М. А. Бакунина; Утопический социализм П. Н. Ткачёва;)
- Федоркин Н. С. Методологические проблемы исследования истории социалистических учений. — М., 1986 (в соавт. с Н. И. Бочкарёвым)
- Федоркин Н. С. Революционная демократия и марксизм. История, методология исследования и современность. — М., 1989 (в соавт. с Н. И. Бочкарёвым и М. А. Маслиным)

### Статьи
- Федоркин Н. С. Роль группы «Освобождения труда» в распространении марксизма в России // Вестник МГУ. Сер.12. — М., 1983. — № 5;
- Федоркин Н. С. В поисках пути к социализму. Д. И. Писарев (Осмысление революционной ситуации 1859—1861 гг.) // Из истории социалистических идей. Методология анализа и проблема личности. — Свердловск, 1984.
- Федоркин Н. С. Теория и практика избирательных кампаний в современной России: состояние и тенденции развития // Выборы: теория и практика. — М., 1998.